# Arabis pubescens
Arabis pubescens är en korsblommig växtart som först beskrevs av René Louiche Desfontaines, och fick sitt nu gällande namn av Jean Louis Marie Poiret. Arabis pubescens ingår i släktet travar, och familjen korsblommiga växter.

## Underarter
Arten delas in i följande underarter:
- A. p. decumbens
- A. p. leucanthemifolia
- A. p. pubescens